# العلاقات الهندية الزيمبابوية
العلاقات الهندية الزيمبابوية هي العلاقات الثنائية التي تجمع بين الهند وزيمبابوي.

## مقارنة بين البلدين
هذه مقارنة عامة ومرجعية للدولتين:
| وجه المقارنة                                              | الهند                       | زيمبابوي |
| --------------------------------------------------------- | --------------------------- | --- |
| المساحة (كم2)                                             | 3.29 مليون                  | 390.76 ألف |
| عدد السكان (نسمة)                                         | 1.35 مليار                  | 16.53 مليون |
| الكثافة السكانية (ن./كم²)                                 | 410.33                      | 42.3 |
| العاصمة                                                   | نيودلهي                     | هراري |
| اللغة الرسمية                                             | اللغة الهندية، لغة إنجليزية | لغة إنجليزية، اللغة الشونا، النديبيلية الشمالية ‏، لغة الشيشيوا، Barwe ‏، Kalanga language ‏، Tshwa language ‏، النداو ‏، اللغة التسونجا، لغة الإشارة الزيمبابوية ‏، اللغة السوتية، تونغا ‏، اللغة التسوانية، اللغة الفيندية، اللغة الكوسية |
| العملة                                                    | روبية هندية                 | دولار أمريكي |
| الناتج المحلي الإجمالي (بليون دولار)                      | 2.60 تريليون                | 17.85 مليار |
| الناتج المحلي الإجمالي (تعادل القوة الشرائية) بليون دولار | 8.00 تريليون                | 27.88 مليار |
| الناتج المحلي الإجمالي الاسمي للفرد دولار أمريكي          | 1.60 ألف                    | 924 |
| الناتج المحلي الإجمالي للفرد دولار أمريكي                 | 5.70 ألف                    | 1.79 ألف |
| مؤشر التنمية البشرية                                      | 0.609                       | 0.509 |
| رمز المكالمات الدولي                                      | +91                         | +263 |
| رمز الإنترنت                                              | .in، .भारत ‏، .بھارت ‏،        | .zw |
| المنطقة الزمنية                                           | ت ع م+05:30، توقيت الهند    | ت ع م+02:00 |

## منظمات دولية مشتركة
يشترك البلدان في عضوية مجموعة من المنظمات الدولية، منها:
| علم المنظمة | اسم المنظمة                        | تاريخ انضمام الهند | تاريخ انضمام زيمبابوي |
| ----------- | ---------------------------------- | ------------------ | --------------------- |
|             | مؤسسة التنمية الدولية              | 24 سبتمبر 1960     | 29 سبتمبر 1980        |
|             | الأمم المتحدة                      | 30 أكتوبر 1945     | 25 أغسطس 1980         |
|             | منظمة التجارة العالمية             | 1995               | ?                     |
|             | منظمة الشرطة الجنائية الدولية      | ?                  | ?                     |
|             | الاتحاد الدولي للاتصالات           | 1869               | 10 فبراير 1981        |
|             | الفريق المعني برصد الأرض           | ?                  | ?                     |
|             | البنك الدولي للإنشاء والتعمير      | 27 ديسمبر 1945     | 29 سبتمبر 1980        |
|             | الاتحاد البريدي العالمي            | ?                  | ?                     |
|             | منظمة حظر الأسلحة الكيميائية       | ?                  | ?                     |
|             | مؤسسة التمويل الدولية              | 20 يوليو 1956      | 29 سبتمبر 1980        |
|             | البنك الإفريقي للتنمية             | ?                  | ?                     |
|             | وكالة ضمان الاستثمار متعدد الأطراف | 6 يناير 1994       | 10 أبريل 1992         |
|             | يونسكو                             | 4 نوفمبر 1946      | 22 سبتمبر 1980        |

## وصلات خارجية
- موقع وزارة الخارجية الهندية
- موقع وزارة الخارجية الزيمبابوية